# Пеньяфлор (Чилі)
Пеньяфлор (ісп. Peñaflor) — місто в Чилі. Адміністративний центр однойменної комуни. Населення міста - 63 209 осіб (2002). Місто і комуна входить до складу провінції Талаганте та Столичного регіону.

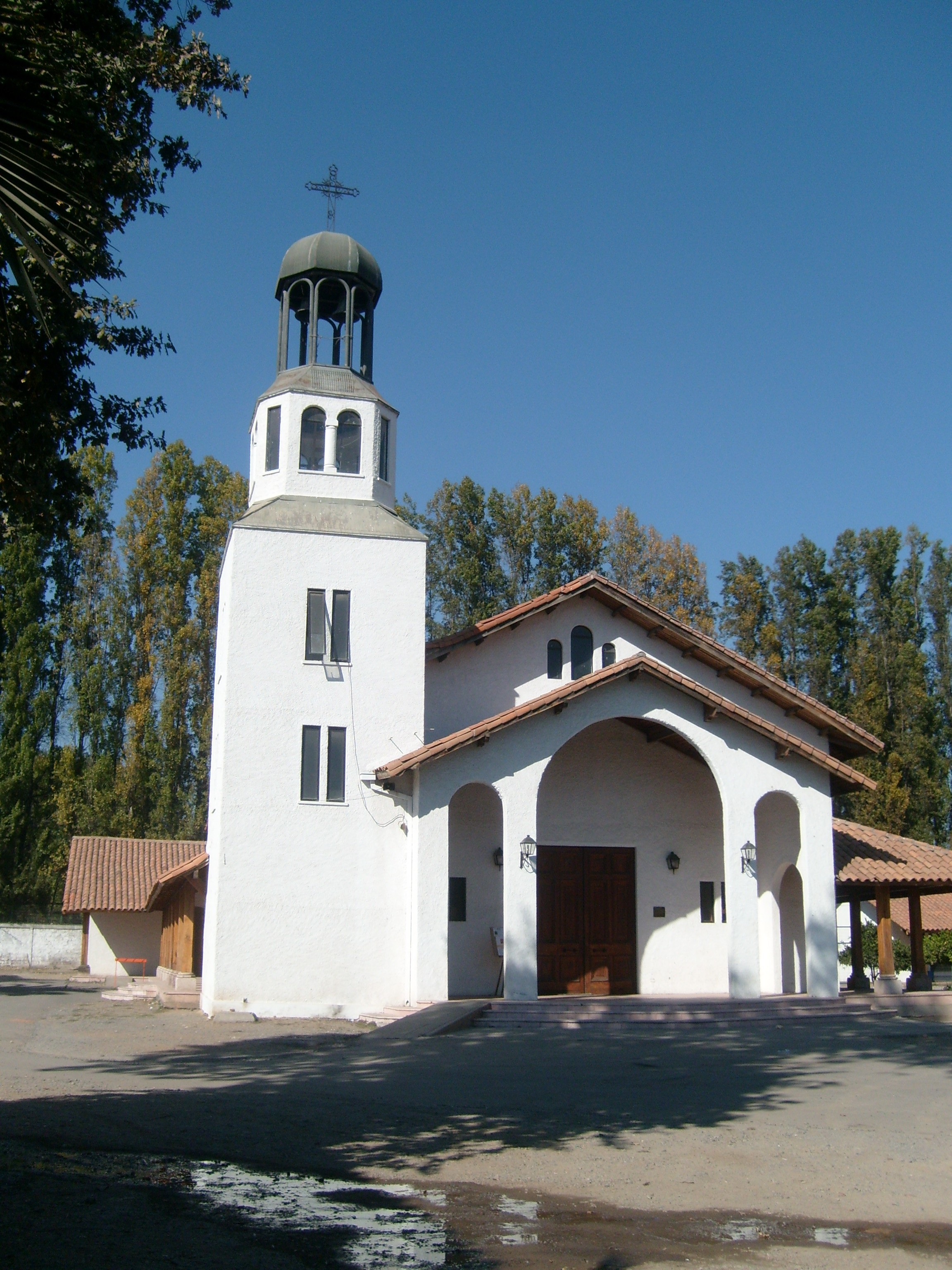

Територія — 69 км². Чисельність населення - 90 201 мешканців (2017). Щільність населення - 1307,3 чол./км².

## Розташування
Місто розташоване за 31 км на південний захід від столиці Чилі міста Сантьяго.
Комуна межує:
- на півночі - з комуною Падре-Уртадо
- на сході — з комуною Калера-де-Танго
- на півдні - з комуною Талаганте
- на південному заході - з комуною Ель-Монте
- на північному заході - з комуною Меліпілья